# 旭日艦隊
旭日艦隊（きょくじつかんたい）は、荒巻義雄の架空戦記『旭日の艦隊』に登場する架空の部隊。

## 概要
後世世界の日本が、照和20年に大西洋へ派遣した英国救援艦隊。航空機及び艦砲・噴進弾による対地攻撃・対潜戦を重視して建造された艦艇で編成。司令長官は大石蔵良。
後世第二次大戦末期、独軍の反攻に遭って大打撃を受けたため、第三次大戦には海中戦艦に改装された旗艦「新日本武尊」のみで参加した。

## 第二次大戦時の編成
主力艦隊群それぞれの布陣は、（高空から見ると）あたかも仏塔の「五輪の塔」に似ている事から、それに因み『旭日艦隊五輪形陣』と称する。
ただ、これほどの大編成は『援英派遣』時などにしか行われず、イングランド島スカパフロー泊地、アイスランド島イーサフィヨルズ泊地を母港として「英国本土防衛戦」に活躍していた頃は、各艦隊群を組み替えての独自編成で行動する事が多かった。
1. 潜水遊撃戦隊[注釈 2]
先陣を勤め偵察や索敵、潜水艦狩りを行う。ア号潜5隻で構成（後にキ号潜に切替）。
当初、第一潜水遊撃戦隊が旭日艦隊直衛を勤め、後に二戦隊が増強された。『前衛遊撃艦隊』前方50kmに布陣する。
2. 前衛遊撃艦隊
虎狼型航空巡洋艦3隻で構成された第60航空巡洋戦隊を中核とする、対潜攻撃を得意とする艦隊。
第71駆逐戦隊と共に対潜駆逐を主とする艦隊群だが、その代わり第72駆逐戦隊から秋月型駆逐艦が2隻割り当てられているとはいえ、艦隊群だけを見ると対空防御力は不足気味である。大戦中は対潜能力を生かして輸送船団護衛などの任務に就くことも多かった。
ちなみに航行時の陣形は秋月型を中心とした正三角形陣形をとっている。航空基幹艦隊を主力とした『第一遊撃打撃艦隊』前方25キロに布陣する。
3. 第一遊撃打撃艦隊[注釈 3]
装甲空母「信長」、信玄型航空戦艦2隻で構成される航空基幹戦隊を中核とする航空打撃艦隊。大戦終盤で最も被害が大きかった部隊。
利根型対空巡洋艦の全艦が所属する等、護衛艦は殆んどが防空艦である。
第71駆逐戦隊より1艦、第72駆逐戦隊をもって、前衛の索敵から漏れた敵潜から防空艦などを守る輪形陣が組まれている。『司令部直衛艦隊』15km前方に布陣する
4. 司令部直衛艦隊[注釈 4]
旭日艦隊旗艦「日本武尊」、防空軽空母「尊氏」で構成される司令部戦隊を中心とした旗艦部隊。
艦隊の心臓部とも言えるが、しばしばこの司令部直衛艦隊だけでの大胆な敵地攻撃作戦も行われており、随伴艦のみでの旗艦護衛はかなりの困難を極めた。
5. 補給艦隊
読んで字の通りの後方支援部隊。船足の遅い（主力艦と比べてだが）物資輸送艦、油槽船団など。当然、行動海域に合わせた護衛艦隊が随伴する。

### 戦隊構成艦
第一潜水遊撃戦隊
ア号01潜、ア号02潜、ア号03潜、ア号04潜、ア号05潜
第七〇駆逐戦隊（司令部直衛艦隊）
怒風、雷風、陣風、剣風
第七一駆逐戦隊
神風、太刀風、響風、旋風、旗風（前衛遊撃艦隊）
追風（第一遊撃打撃艦隊）
第七二駆逐戦隊
紫月、長月（前衛遊撃艦隊）
菊月、朝月、夕月、神月（第一遊撃打撃艦隊）
第七三駆逐戦隊（司令部直衛艦隊）
銅月、紅月、紺月、碧月、玄月
第六〇航空巡洋戦隊（前衛遊撃艦隊基幹）
虎狼、海虎、海狼
第六一巡洋戦隊（第一遊撃打撃艦隊）
利根、那智、足柄、羽黒、熊野、妙高
航空基幹戦隊（第一遊撃打撃艦隊基幹）
信長、信玄、謙信
司令部戦隊（司令部直衛艦隊基幹）
日本武尊、尊氏

### 幹部人事
司令長官
大石蔵良
参謀長
原元辰
参謀副長
三浦有冶
航空参謀
磯貝正久
第一遊撃打撃艦隊司令長官
間瀬正明→牧野好祥
前衛遊撃艦隊司令長官
中村勘助→赤城毅
前衛遊撃艦隊航空参謀
出光清隆
第一潜水遊撃戦隊司令
武市半平太
基地支援隊司令
吉田兼亮